# Порция (спътник)
Вижте пояснителната страница за други значения на Порция.
Порция е естествен спътник на Уран. Носи името на Порция — героиня от пиесата на Уилям Шекспир „Венецианският търговец“. Поради това, че се намира на под-стационарна орбита, орбиталният радиус на спътника постепенно намалява и в далечното бъдеще той ще се разпръсне в планетарен пръстен или ще се сблъска с Уран.